# Studio Wokalne Sukces
Studio Wokalne „SUKCES” - Założycielką i kierownikiem artystycznym grupy jest Agata Dowhań - doświadczona wokalistka niegdyś czołowego zespołu estrady polskiej "Alibabki".
Sukces to pierwszy w Polsce dziecięco-młodzieżowy zespół folkowy. Występy zespołu to niezapomniane widowiska taneczno-wokalne. Zespół wykonuje stare utwory ludowe w nowoczesnych aranżacjach.
Opiekę artystyczną nad zespołem wraz z Agatą Dowhań sprawują:
Mariusz Garnowski – muzyk, aranżer, Andrzej Wysocki – muzyk, wykładowca w Autorskiej Szkoły Muzyki Rozrywkowej im. K. Komedy, Jerzy Jarosław Dobrzyński - muzyk - aranżer, Wojtek Olszewski – aranżer, instrumentalista i Bartłomiej Szarżanowicz – choreograf, zawodowy wicemistrz Polski w Show Dance.
Studio Wokalne ma na swoim koncie sporo znaczących nagród i wyróżnień na konkursach i festiwalach piosenki, a także występy telewizyjne i nagrania studyjne.
W 2002 roku zespół zdobył I nagrodę w wojewódzkim finale Telewizyjnego Turnieju Najmłodszych zdobywając nominację do krajowego finału, w którym zajął III miejsce konkurując z zespołami z całej Polski.
Rok 2003 stał się przełomowym dla zespołu. Cały zespół (50 osobowy), po wykonaniu specjalnie przygotowanych nowoczesnych aranżacji piosenek kresowych, na „Festiwalu Kultury Kresowej” w Mrągowie, otrzymał nagrodę specjalną TVP1.
Podczas Międzynarodowego Festiwalu Piosenki Dziecięcej KONIN 2004 najmłodsza grupa piosenką „Poszło dziewczę” wyśpiewała I nagrodę –ZŁOTY APLAUZ. 
Adeptów studia można zobaczyć także na szklanym ekranie TVP. Goszczą w programach TV: "Od przedszkola do Opola", "Szansa na sukces", "Droga do Gwiazd", "Kawa czy herbata?", "5-10-15", „Europa bez granic”, „Talent za talent”, „Pytanie na śniadanie”.
Solowe popisy wokalne adeptów Studia Wokalnego „SUKCES” niejednokrotnie były nagradzane na festiwalach, m.in. na „Międzynarodowym Festiwalu Dziecięcej Piosenki Country Rypin ”, „ Pomorskim Konkursie Wokalnym” w Kwidzynie", na "Festiwalu Piosenki Dziecięcej w Kielcach" i wielu innych.
We wrześniu 2003r „SUKCES” nagrał autorską płytę pt.: "BUKI MOJE", a w 2004 kolejną pt. „JADĄ GOŚCIE”.
4.06.2005 r. podczas Międzynarodowego Festiwalu Piosenki Dziecięcej w Koninie zespół zdobył 2 ZŁOTE APLAUZY w kategorii zespołów do lat 12 i do lat 16 
W październiku 2005 roku „młodsza grupa”, reprezentowała Polskę w Monachium podczas festiwalu „Razem we wspólnej Europie”.